# Feihyla vittata
Espèce
Synonymes
- Ixalus vittatus Boulenger, 1887
- Chirixalus vittatus (Boulenger, 1887)
- Chiromantis vittatus (Boulenger, 1887)

Statut de conservation UICN

 LC  : Préoccupation mineure
Feihyla vittata est une espèce d'amphibiens de la famille des Rhacophoridae.

## Répartition
Cette espèce se rencontre du niveau de la mer jusqu'à 1 500 m d'altitude :
- en Inde dans les États du Mizoram, d'Assam et du Nagaland ;
- au Bangladesh ;
- en Birmanie ;
- au Laos ;
- en Thaïlande ;
- au Cambodge ;
- au Viêt Nam ;
- en République populaire de Chine dans les provinces de Hainan, du Guangxi, du Guangdong, du Zhejiang et du Yunnan ainsi qu'au Tibet ;

## Publication originale
- Boulenger, 1887 : An account of the batrachians obtained in Burma by M.L. Fea of the Genoa Civic Museum. Annali del Museo Civico di Storia Naturale di Genova, sér. 2, vol. 5, p. 418-424 (texte intégral).